# Liptenara hiendlmayeri
Liptenara hiendlmayeri är en fjärilsart som beskrevs av Aurivillius. Liptenara hiendlmayeri ingår i släktet Liptenara och familjen juvelvingar. Inga underarter finns listade i Catalogue of Life.